# ليون نويل
ليون نويل (بالفرنسية: Léon Noël )‏ (و. 1888 – 1987 م) هو سياسي، ودبلوماسي، ومحامي، وعضو في المقاومة الفرنسية فرنسي، ولد في الدائرة التاسعة في باريس، كان عضوًا في أكاديمية العلوم الأخلاقية والسياسية الفرنسية، توفي عن عمر يناهز 99 عاماً.

## مناصب
تولى منصب نائب فرنسي
- سفير.

## التعليم
تعلم في دكتوراه في علم القانون.

## جوائز
حصل على جوائز منها:
- وسام الصليب الأكبر لجوقة الشرف
- الصليب الأكبر من وسام الاستحقاق الوطني.

## روابط خارجية
- ليون نويل على موقع مونزينجر (الألمانية)